# تيموفي موزجوف
تيموفي موزجوف (بالروسية: Мозгов, Тимофей Павлович)‏ مواليد 16 يوليو 1986، هو لاعب كرة سلة روسي يلعب مع فريق كليفلاند كافالييرز في الرابطة الوطنية لكرة السلة ويحمل الرقم 20. يبلغ طوله 7 قدم 1 بوصة (2.2 م).

## فرق لعب لها
- نيويورك نيكس
- دنفر ناغتس
- كليفلاند كافالييرز

## الميداليات
| الميدالية | المسابقة                         |
| --------- | -------------------------------- |
| برونزية   | الألعاب الأولمبية الصيفية 2012   |
| برونزية   | بطولة أمم أوروبا لكرة السلة 2011 |

## روابط خارجية
- تيموفي موزجوف على موقع الاتحاد الدولي لكرة السلة (الإنجليزية)
- تيموفي موزجوف على موقع الدوري الأوروبي لكرة السلة (الإنجليزية)
- تيموفي موزجوف على موقع إن بي أي (الإنجليزية)
- تيموفي موزجوف على موقع سبورتس رفرنس (الإنجليزية)
- تيموفي موزجوف على موقع كرة السلة الأوروبية.كوم (الإنجليزية)
- تيموفي موزجوف على موقع DraftExpress.com (الإنجليزية)
- تيموفي موزجوف على موقع إي إس بي إن.كوم (الإنجليزية)
- تيموفي موزجوف على موقع ريلجم (الإنجليزية)
- تيموفي موزجوف على موقع بروبوليرز (الإنجليزية)
- تيموفي موزجوف على موقع سبورتس رفرنس (الإنجليزية)